# Генрі Роллінз
Генрі Лоуренс Гарфілд (англ. Henry Lawrence Garfield) — американський співак, письменник, артист жанру художнього читання, актор, ведучий, більш відомий під псевдонімом Генрі Роллінз (англ. Henry Rollins).
Вокаліст гуртів State of Alert (1980 рік), Black Flag (з 1981 по 1986 рік), Rollins Band (з 1987 по 2003 рік, та 2006 рік).
Ще під час участі у Black Flag, Роллінз заснував видавничу компанію 2.13.61, яка видавала як його власні книжки та альбоми жанру художнього читання, так і твори інших авторів.
Генрі Роллінз був ведучим численних радіошоу, наприклад: Harmony in My Head (радіостанція KDLD, 103.1 FM) і телевізійних шоу, наприклад: The Henry Rollins Show (IFC), 120 Minutes (MTV).
Генрі Роллінз зіграв у серіалі "Сини анархії" (2-й сезон) в ролі Ей Джея Вестона (англ. A.J. Weston), в останніх 2 сезонах мультсеріалу "Легенда про Корру" він озвучив персонажа Захіра (англ. Zaheer), а також він мав ролі в багатьох фільмах. Генрі Роллінз брав участь у різних  кампаніях у США, наприклад: "Права геїв"; "Всесвітня допомога голодуючим"; "West Memphis Three"; "Кінець всім війнам". Зараз він веде щотижневе радіошоу на KCRW, є постійним колумністом Rolling Stone Australia та був постійним колумністом LA Weekly.

## Раннє життя
Генрі Лоуренс Гарфілд народився у Вашингтоні, 13 лютого 1961 року.
Мати Генрі Гарфілда, Iris, мала ірландське походження, а батько, Paul, був з єврейської родини.
Прадід Генрі Лоуренса Гарфілда по батьківській лінії, Henach Luban, був родом з Rezekne, Латвія. У 1905 році, під час відпустки, Henach Luban разом з сім'єю утік до США, рятуючись від політичних заворушень та погромів. У США Henach Luban змінив ім'я на Henry Luban і оселився у Мілуокі, штат Вісконсин.
Коли Генрі було три роки, його батьки розлучилися і його виховувала мати, вони мешкали у вашингтонському районі Гловер Парк. Генрі відвідував батька лише на вихідних. У дитинстві та в підлітковому віці Генрі зазнав сексуального насильства, він страждав від депресії та низької самооцінки. У четвертому класі Генрі діагностували гіперактивність, йому прописали Ritalin, щоб краще зосереджуватися під час навчання, він приймав препарат протягом кількох років.
Генрі відвідував приватну школу Bullis School (Potomac, Maryland). За словами Генрі, школа допомогла йому розвинути почуття дисципліни та сильну трудову етику. Саме в Bullis він почав писати. Після закінчення школи, Генрі навчався в Американському університеті у Вашингтоні протягом одного семестру, але кинув навчання в грудні 1979 року.
Він почав працювати за мінімальну заробітну платню. Поміняв безліч місць роботи, в тому числі працював кур'єром в National Institutes of Health.
У 1987 році він сказав, що з 18 років не бачив свого батька, а в 2019 році написав: «я поняття не маю, що мій батько думає про мене і чи він ще живий».

## Музична кар'єра
Генрі виріс, слухаючи The Doors та гурти 60-х років від лейбла Motown Sound. Також захоплювався Van Halen  і Ted Nugent.  Але далі був вибух панк-року кінця 70-х. Генрі та його друг Ян Маккей захопилися панком.
«Нам хотілося чогось, що просто вражає», — казав Генрі. «Тоді один із нас, ймовірно, Ян, отримав платівку Sex Pistols. Я пам’ятаю, як почув це і подумав: «Ну, це щось. Цей хлопець розлючений, ці гітари грубі». Яке одкровення!»
Після роботи Генрі можна було зустріти на виступах Bad Brains, Teen Idles та інших вашингтонських панк-груп.
З 1979 по 1980 рік Генрі підпрацьовував технічним працівником сцени (роуді) у кількох вашингтонських гуртах, включаючи гурт Teen Idles. Коли вокаліст гурту Teen Idles, Nathan Strejcek не з'являвся на репетиціях, учасники Teen Idles дозволяли співати Генрі. Слава про вокальні здібності Генрі поширилася серед інших вашингтонських гуртів. Вокаліст гурту Bad Brains, Paul D. Hudson (псевдонім H.R.) іноді запрошував Генрі на сцену, щоб співати разом. 

### State of Alert
У 1980 році розпався вашингтонський панк-гурт Extorts. Фронтмен гурту Lyle Preslar, перейшов в Minor Threat. Генрі разом з іншими екс-учасниками Extorts заснував новий гурт State of Alert (S.O.A.) і став фронтменом та вокалістом гурту. Він відредагував тексти п'яти пісень і написав ще декілька пісень. У 1981 році State of Alert записали свій єдиний альбом No Policy у студії Яна Маккея Dischord Records.
Генрі працював по 60 годин на тиждень як менеджер у вашингтонському магазині Häagen-Dazs. "Я хотів померти щодня", — казав він. Музика тримала його живим. Робота у Häagen-Dazs допомогла профінансувати запис альбому No Policy.
Приблизно в квітні 1981 року в гурті відбулась зміна барабанщиків: Саймон Якобсен був замінений Айвором Генсоном. У той час батько Генсона служив на флоті адміралом ВМС США і його сім'я мешкала в офіційній резиденції віце-президента США, яка розташована на території Військово-морської обсерваторії США. Гурт проводив там свої репетиції, на територію обсерваторії їх допускали агенти секретної служби США.
State of Alert розпався після дюжини концертів та запису одного альбому. Генрі сподобалося бути фронтменом. Його концерти отримали репутацію бійцівських шоу. Пізніше він казав: «Мені було дев’ятнадцять років, я був дуже гарячим хлопцем, який міг постояти за себе на сцені».

### Black Flag

Rollins у 80-х

У 1980 році друг подарував Генрі та Яну Маккею копію альбому Nervous Breakdown гурту Black Flag. Генрі став фанатом гурту. Переписувався з басистом Чаком Дуковскі (англ. Chuck Dukowski). А пізніше запросив гурт залишитися в домі його батьків під час туру Black Flag на східному узбережжі в грудні 1980 року.  Коли Black Flag повернувся на східне узбережжя у 1981 році Роллінз відвідав стільки їхніх концертів, скільки міг. 
В нью-йоркському барі відбулось імпровізоване шоу. Генрі збирався до Вашингтона, щоб почати працювати і на прощання він попросив гурт дозволити йому заспівати пісню «Clocked In» разом з гуртом. Вокаліст Black Flag Дез Кадена (англ. Dez Cadena) погодився з цим.
У 1981 році вокаліст Дез Кадена, вирішив перейти на гітару і гурт почав шукати нового вокаліста. Після напівофіційного прослуховування в Tu Casa Studio (Нью-Йорк), Генрі запропонували стати вокалістом гурту Black Flag. "Я не міг у це повірити", казав Генрі. "Мене запитали, чи хочу я подивитись на аркуші з текстом пісень. Я сказав їм: Я знаю тексти, а все, що я не знаю, я буду кричати".
Його енергійність та сценічний образ відповідали стилю гурту, але різноманітні музичні смаки Роллінза були ключовим фактором у його обранні вокалістом. Засновник Black Flag Грег Джинн (англ. Greg Ginn) творчо розвивався і хотів співака, який би був готовий вийти за межі простого триакордного панку.
Генрі залишив роботу в Häagen-Dazs, продав свою машину та переїхав до Лос-Анджелеса. Після прибуття до Лос-Анджелеса, Генрі зробив татуювання логотипу "Black Flag" на лівому біцепсі та на потилиці і вибрав собі сценічний псевдонім Роллінз, прізвисько, яке вони з Яном Маккеєм використовували в підлітковому віці. 
Свій перший концерт з Black Flag, Роллінз зіграв 25 липня 1981 року в Cuckoo's Nest в Коста-Меса.
Середовище, в якому перебував Роллінз в Лос-Анджелесі, відрізнялось від Вашингтонського; незабаром поліція зрозуміла, що Роллінз був учасником гурту Black Flag, і почала його переслідувати. Пізніше Роллінз казав: «Мене це справді налякало. Мене лякало, що доросла людина так зробить... Мої маленькі очі були широко розплющені».
Перед концертами, коли інші учасники гурту готувалися, Роллінз, скриплячи зубами, крокував по сцені, одягнений лише в чорні шорти; щоб зосередитися перед шоу, він стискав більярдну кулю. 
Його сценічний образ вразив кількох критиків; після концерту 1982 року в Анакортесі, критик Sub Pop Келвін Джонсон (англ. Calvin Johnson) писав: «Генрі був неймовірним. Ходив туди-сюди, похитувався, робив випади, гарчав; усе це було справжнім, це найемоційніша поведінка, яку я коли-небудь бачив».
До 1983 року сценічний образ Роллінза все більше віддаляв його від решти Black Flag. Під час концерту в Англії, Роллінз зчепився з фанатом, який атакував Грега Джинна. Пізніше Джинн лаяв Роллінза, називаючи його «мачо-мудаком». 
Судова суперечка з Unicorn Records затримала подальші релізи Black Flag до 1984 року. Джинн наполягав на зміні музичного стилю і вимагав інновацій. У серпні 1983 року гурт покинув гітарист Дез Кадена. Джинн та Дуковскі (англ. Dukowski) конфліктували, ситуація зайшла в глухий кут, зрештою Джинн звільнив Дуковскі. 
У 80-ті стиль гурту змінився. У альбомі 1984 року, My War, відчувається вплив heavy metal, Генрі Роллінз у багатьох піснях пронизливо кричить, а учасники гурту відростили довге волосся, щоб остаточно заплутати хардкор-панк аудиторію гурту.
Зміна музичного стилю та зовнішнього вигляду Black Flag відштовхнула багатьох їхніх фанатів, які зосередили своє невдоволення на Роллінзі. Роллінза кололи кульковими ручками, дряпали нігтями, намагалися вдарити кулаком в обличчя і іноді влучали. Він завжди відбивався, витягуючи глядачів на сцену та нападаючи на них. Під час концерту Black Flag Роллінз кілька разів вдарив в обличчя фаната, який весь час тягнувся до мікрофона.
Роллінз дедалі більше віддалявся від фанатів; у своєму гастрольному щоденнику Роллінз писав: «Коли вони плюють у мене, коли вони хапають мене, вони не завдають мені шкоди. Коли я штовхаю і калічу плоть іншої людини, це зовсім не відповідає тому, що я справді хочу з нею зробити." 
Роллінз почав займатись важкою атлетикою, і до їхніх турів 1984 року він вже мав атлетичну статуру; журналіст Майкл Азеррад (англ. Michael Azerrad) пізніше написав, що «його потужна статура була метафорою неприступного емоційного щита, який він створив навколо себе». Роллінз відповів: «ні, тренування були просто способом напружити себе».
Робота у Black Flag мала свої недоліки. Black Flag мандрував країною в побитому фургоні, зігравши аж 93 концерти за 104 дні. Учасники гурту виживали на мізерну зарплату і спали у фургоні або на підлозі у будинку якогось фаната.
Генрі Роллінз був вокалістом Black Flag аж до розпаду гурту у 1986 році.
Генрі Роллінз згадував:
"Я не залишив Black Flag; Грег Джинн подзвонив мені і сказав, що звільняється. Це був дивний телефонний дзвінок. Коли він залишив свій гурт, я вирішив, що з цим покінчено, і того дня почав працювати над записом Hot Animal Machine."

### Сольна кар'єра
У серпні 1986 року Генрі Роллінз вже гастролював як сольний співак та артист жанру художнього читання.
У 1987 році він випустив два сольних альбоми:
- Hot Animal Machine (у співпраці з гітаристом Крісом Хаскеттом (англ. Chris Haskett));
- Drive by Shooting (міні-альбом із кавер-версіями та пародійними мелодіями, записаний як «Henrietta Collins and the Wifebeating Childhaters»).[32]

Того ж року Роллінз випустив свій другий альбом жанру художнього читання Big Ugly Mouth.

### Rollins Band

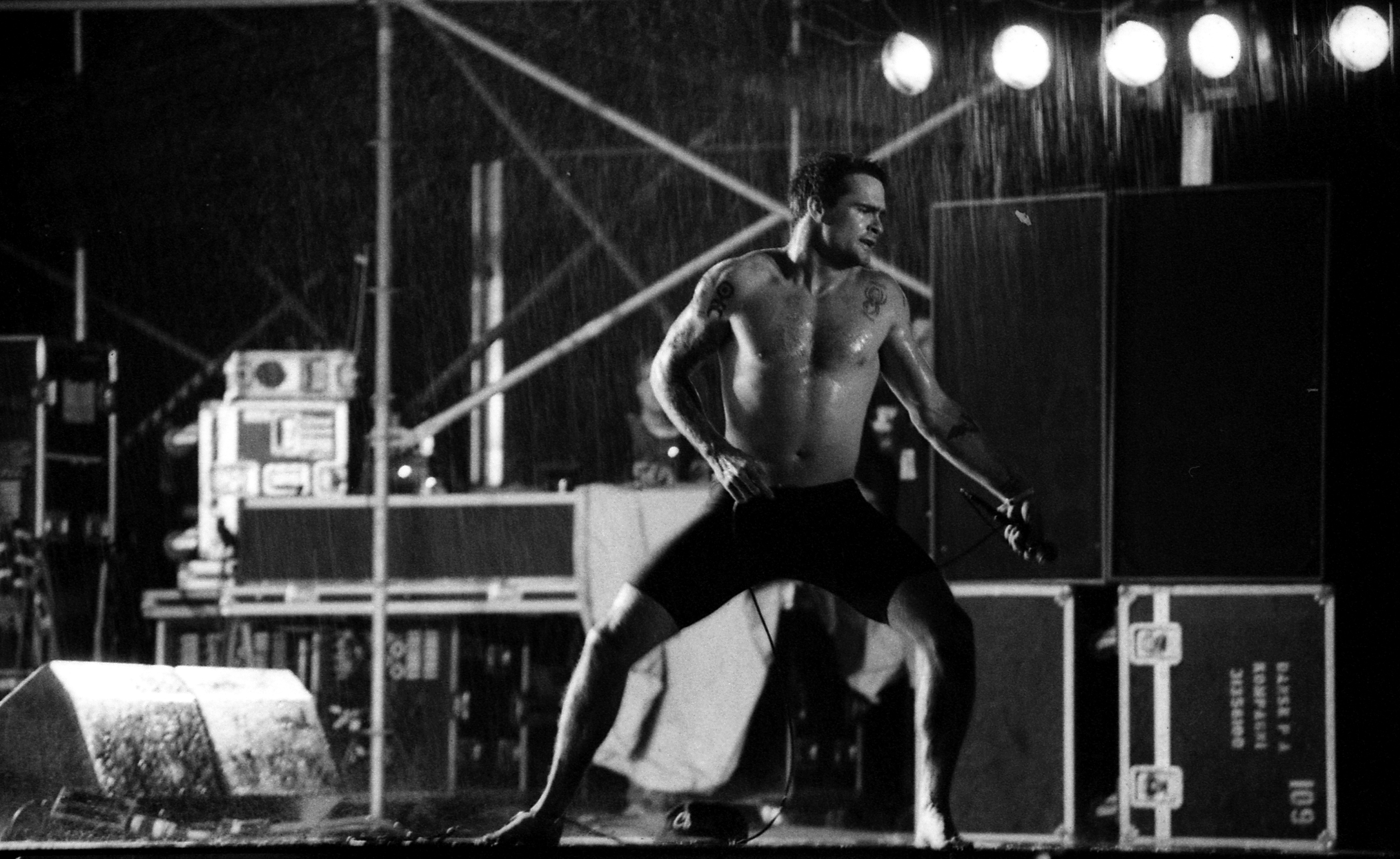
Роллінз виступає з Rollins Band у 1993 році

У 1987 році Роллінз, Хаскетт, разом з Ендрю Вайсом (англ. Andrew Weiss) та Сімом Кейном (англ. Sim Cain) (обидва колишні учасники сайд-проекту Грега Джинна, Gone) утворили новий гурт і назвали його Rollins Band. Гурт невпинно гастролював і за їхнім дебютним альбомом 1987 року Life Time швидко пішли релізи та концертна збірка Do It. Гурт продовжував гастролювати протягом 1988 року; у 1989 році був випущений інший альбом Rollins Band, Hard Volume.
Після випуску альбому Hard Volume, басист Ендрю Вайс і вокаліст Генрі Роллінз співпрацювали над одноразовим сайд-проектом під назвою Wartime. Ендрю Вайс написав і виконав всю музику, Генрі Роллінз займався вокалом. У 1990 році було записано альбом сайд-проекту Wartime під назвою Fast Food For Thought.
У 1990 році гурт Rollins Band випустив концертний альбом Turned On і реліз Live at McCabe's.
У 1991 році Rollins Band підписали дистриб'юторську угоду з Imago Records і виступили на фестивалі Lollapalooza; що зробило гурт більш відомим.
Однак у грудні 1991 року на Роллінза та його найкращого друга Джо Коула (англ. Joe Cole) біля будинку Роллінза напали двоє озброєних грабіжників. Коул був убитий пострілом у голову, Роллінз втік без ушкоджень, але поліція запідозрила його у вбивстві та затримала на десять годин.
Роллінз був шокований смертю Коула, як описано в його книзі Now Watch Him Die, але продовжував працювати; у 1992 році на власній студії 2.13.61 вийшов альбом жанру художнього читання Human Butt. В тому ж році Rollins Band випустив альбом The End of Silence, перший альбом, який потрапив у чарти.
Наступного року Роллінз випустив подвійний альбом The Boxed Life.
The Rollins Band розпочав тур End of Silence, під кінець туру з гурту був звільнений басист Ендрю Вайс, і його замінив funk-jazz басист Мелвін Гіббс (англ. Melvin Gibbs). За словами критика Стіва Х'юї (англ. Steve Huey), 1994 рік став «роком прориву» Роллінза.
У 1994 році Rollins Band виступив на Woodstock 94, гурт випустив альбом Weight, а сингл «Liar» з цього альбому увійшов до Billboard Top40. У тому ж році Роллінз випустив аудіо-книгу Get in the Van: On the Road with Black Flag, яка отримала Греммі як найкращий аудіо-запис жанру художнього читання. У 1994 році Роллінз був названий «Людиною року» американським чоловічим журналом Details і став співавтором цього журналу. У той же час Роллінз кілька разів з’являвся на американських музичних каналах MTV і VH1, і дебютував у Голлівуді у фільмі «Погоня» в ролі поліцейського.
У 1995 році збанкрутувала студія Imago Records, на якій гурт Rollins Band записував свої альбоми. Роллінз почав зосереджуватися на своїй кар’єрі артиста жанру художнього читання. У 1996 році він випустив аудіо-книгу Everything — звукозапис розділу своєї книги Eye Scream з безкоштовним джазовим супроводом. Він продовжував зніматися в різних фільмах, зокрема Heat, Johnny Mnemonic і Lost Highway. у 1997 році Rollins Band підписали контракт зі студією Dreamworks Records  та незабаром випустили альбом Come In and Burn, але він не отримав такого визнання критиків, як попередні альбоми. Роллінз продовжував випускати аудіо-книги, випустивши Black Coffee Blues того ж року. У 1998 році Роллінз випустив Think Tank, свій перший за п’ять років альбом жанру художнього читання, не пов’язаний з книгами. У 1998 році стосунки у гурті Rollins Band зіпсувались і гурт розпався.
Генрі Роллінз продюсував альбом гурту Mother Superior — Kaleidescope і запросив їх створити нову інкарнацію Rollins Band. В результаті, Jim Wilson, Marcus Blake, Jason Mackenroth і Генрі Роллінз записали такі альбоми реінкарнованого гурту Rollins Band:
- Get Some Go Again, 2000 рік.
- Nice, 2001 рік.
- Rise Above: 24 Black Flag Songs to Benefit the West Memphis Three, 2003 рік.

Після 2003 року гурт став неактивним, оскільки Роллінз зосередився на роботі на радіо та телебаченні. Під час виступу в 2006 році на Tom Green Live!, Роллінз заявив, що «можливо я більше ніколи не буду займатися музикою», це саме він повторив у 2011 році, розмовляючи з журналом Trebuchet.
В інтерв’ю Culture Brats Роллінз зізнався, що назавжди відмовився від музики – «...і я повинен сказати, що я сумую за нею щодня. Чесно кажучи, я просто не знаю, що я міг би з нею зробити нового."

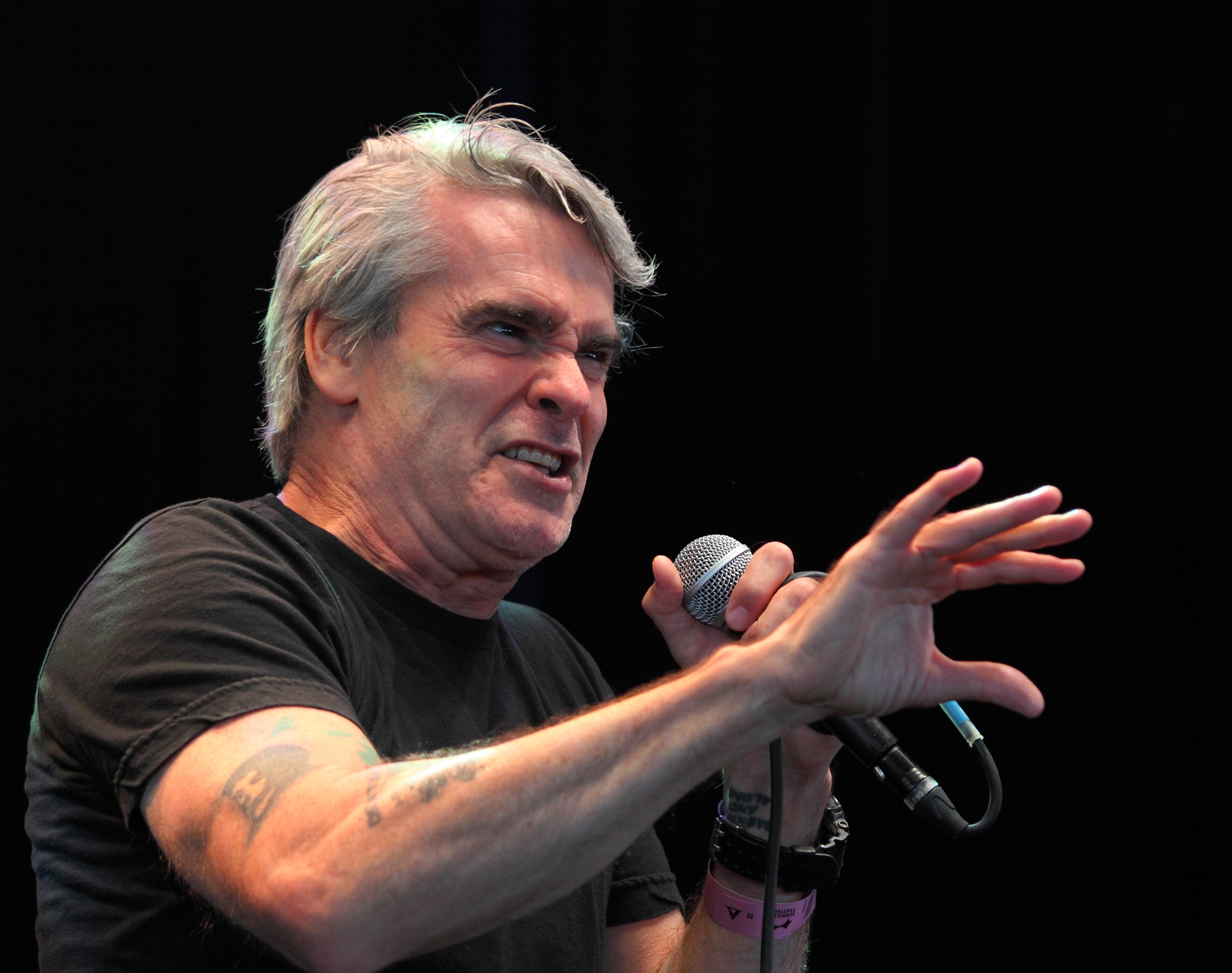
Роллінз у 2013 році, виступ у жанрі художнього читання

На цю ж тему Роллінз висловився у 2016 році: «Для мене музика була часом і місцем. Мені ніколи не подобалося бути в гурті. Це було в мені, і це мало вийти, як 25-річний екзорцизм. Одного разу я прокинувся, і в мене більше не було текстів. Мені просто не було чим зробити свій внесок у форму, і я закінчив репетиції в гурті, і подорожі з гуртами».
Роллінз є запрошеною зіркою в альбомі Деміана Ковелла (англ. Damian Cowell) Get Yer Dag On!, 2017 року.

### Музичний стиль
Вокальний стиль Генрі Роллінза змінювався протягом усієї музичної кар'єри. У Вашингтоні журналіст Майкл Азеррад (англ. Michael Azerrad) описав виконання Роллінза, як «compelling, raspy howl». 
У гурті State of Alert, Роллінз «випльовував тексти пісень, як войовничий аукціоніст». 
Подібний стиль у Роллінза був і після приєднання до Black Flag у 1981 році. Однак вже у альбомі Damaged, гурт Black Flag додав у свій стиль елементи свінг-ритму (англ. swing beat), а Генрі Роллінз відмовився від свого «гавкання» (англ. bark) і адаптувався до свінгу. 
Пізніше Роллінз пояснював: «Те, що я робив, начебто відповідало атмосфері музики. Музика була інтенсивною, і я був настільки інтенсивним, наскільки вважав за потрібне».
В різні періоди гурту Rollins Band, Генрі Роллінз застосовував різні стилі виконання. В одних піснях поєднував стиль художнього читання зі своїм традиційним вокальним стилем, наприклад у пісні «Liar» (пісня починається з однохвилинної розмовної критики Роллінза). В інших піснях "гавкав" (пісні "Tearing", "Starve"). Інколи використовував динаміку "голосно-тихо" (англ. loud-quiet dynamic).
Ентоні ДеКертіс (англ. Anthony DeCurtis) із журналу Rolling Stone називає виконання Роллінза «screeching hate machine», а його візитівкою є «the sheets-of-sound assault».
За словами критика Джеффрі Велчмана (англ. Geoffrey Welchman), у гурті Rollins Band лірика Генрі Роллінза зосереджувалася «майже виключно на питаннях, пов’язаних з особистою цілісністю».

### Генрі Роллінз, як продюсер
1984 рік, продюсування альбому Completion для кримінального злочинця Чарлза Менсона (англ. Charles Manson). У 1984 році Роллінз жив "у запліснявілій шафі для віників" у студії SST Records. Адвокат, що представляв інтереси Менсона, надіслав листа SST Records з проханням допомогти випустити збірку акустичних поп-пісень Менсона. У той час Менсон відбував довічне ув'язнення за серію вбивств. Роллінз погодився продюсувати пісні, але низка погроз смерті змусила SST припинити проект. Зрештою, студія надрукувала лише п’ять тестових зразків, з яких Роллінз залишив собі два. Інші три, ймовірно, передали Менсону. Альбом Completion так і залишився не виданим.
У 1995 році Генрі Роллінз продюсував альбом III at Ease для австралійського хард-рок гурту Mark of Cain.
У 1997 році Генрі Роллінз продюсував альбом Kaleidescope для гурту Mother Superior.

## Дискографія

#### Разом з State of Alert
- No Policy (1981);
- Flex Your Head (1982).

#### Разом з Black Flag
- Damaged (1981);
- My War (1984);
- Family Man (1984);
- Slip It In (1984);
- Live ’84 (1984);
- Loose Nut (1985);
- In My Head (1985);
- Who's Got the 10½? (1986).

#### Сольні альбоми
- Hot Animal Machine (1987);
- Drive by Shooting (1987);
- Live (1987) — split album with Gore.

#### Разом з Rollins Band
- Life Time (1987, re-release 1999);
- Hard Volume (1989, re-release 1999);
- Turned On (1990);
- The End of Silence (1992, double-CD re-release 2002);
- Weight (1994);
- Come In and Burn (1997);
- Insert Band Here (1999);
- A Clockwork Orange Stage (2000);
- Get Some Go Again (2000);
- Nice (2001);
- A Nicer Shade of Red (2002);
- End of Silence Demos (2002);
- The Only Way to Know for Sure: Live in Chicago (2002);
- Rise Above: 24 Black Flag Songs to Benefit the West Memphis Three (2002);
- Weighting (2004).

#### Разом з Wartime
Fast Food For Thought (1990).

## Робота на радіо, подкасти
19 травня 2004 року Роллінз почав вести щотижневе радіошоу «Harmony in My Head» на радіо Indie 103.1, у Лос-Анджелесі. Радіошоу, з деякими перервами, проіснувало до початку 2009 року.
18 лютого 2009 року KCRW оголосив, що починаючи з 7 березня 2009 року Роллінз вестиме шоу у прямому ефірі щосуботи увечері згодом трансляцію шоу змістили на неділю о 20:00.
Станом на серпень 2023 року Роллінз провів 748 серій.
У 2011 році Роллінз дав інтерв'ю в 121-му епізоді подкасту American Public Media, The Dinner Party Download, опублікованому 3 листопада 2011 року.
У лютому 2015 року Роллінз почав записувати напіврегулярний подкаст зі своїм давнім менеджером Хайді Мей (англ. Heidi May) під назвою Henry & Heidi. Описуючи шоу, Роллінз сказав: «Одного разу Хайді згадала, що я розповів їй багато історій, які так і не дійшли до сцени, і ми повинні зробити подкаст, щоб я міг їм розповісти... Я подумав, що це добре ідея, і людям, здається, подобається, як ми ладнаємо. Ми працюємо разом понад 20 років і є дуже хорошими друзями». Подкаст отримав позитивні відгуки від Rolling Stone і The A.V. Club.

## Фільмографія
Роллінз почав свою кінокар'єру, знявшись у кількох фільмах за участі групи Black Flag. Його дебют у кіно відбувся у фільмі "The Slog Movie" 1982 року. Це документальний фільм про хардкор-панк гурти Лос-Анджелесу, початку 80-х.
Після цього він з'явився в "Black Flag Live" у 1985 році. Першим фільмом без Black Flag для Роллінза став короткометражний фільм "Права сторона мого мозку», у 1985 році.
Перший великий фільм Роллінза у Голлівуді — це «The Chase», 1994 року, у фільмі також звучить музичний трек Rollins Band. Роллінз продовжував зніматися в різних фільмах, зокрема Johnny Mnemonic (1995), Heat (1995), Lost Highway (1997) і в багатьох інших...
У 2007 році Роллінз з'явився в сиквелі Wrong Turn (2003), Wrong Turn 2: Dead End, у ролі Дейла Мерфі (англ. Dale Murphy), відставного офіцера морської піхоти США, який веде власне шоу "Апокаліпсис", яке випробовує здатність учасників до виживання.
Роллінз знявся ще у кількох документальних стрічках про хардкор-панк гурти: Punk: Attitude (2005 рік), American Hardcore (2006 рік).
У 2012 році Роллінз знявся в короткометражному документальному фільмі під назвою «Хто стріляв у рок-н-рол», де йдеться про перші хардкор-панк гурти Лос-Анджелесу, у фільмі також демонструються фотографії Генрі Роллінза в Black Flag, зроблені фотографом Едвардом Колвером (англ. Edward Colver).

#### Ролі у фільмах
| Рік  | Назва                              | Роль            | Примітки        |
| ---- | ---------------------------------- | --------------- | --------------- |
| 1990 | Kiss Napoleon Goodbye              | Jackson         |                 |
| 1994 | Jugular Wine: A Vampire Odyssey    | Self            |                 |
| 1994 | The Chase                          | Officer Dobbs   |                 |
| 1995 | Johnny Mnemonic                    | Spider          |                 |
| 1995 | Heat                               | Hugh Benny      |                 |
| 1997 | Lost Highway                       | Guard Henry     |                 |
| 1998 | Jack Frost                         | Sid Gronic      |                 |
| 2000 | Batman Beyond: Return of the Joker | Bonk            | Voice           |
| 2001 | Morgan's Ferry                     | Monroe          |                 |
| 2001 | Dogtown and Z-Boys                 | Self            | Documentary     |
| 2001 | Scenes of the Crime                | Greg            |                 |
| 2002 | The New Guy                        | Warden          |                 |
| 2002 | Jackass: The Movie                 | Self            |                 |
| 2003 | Bad Boys II                        | TNT Leader      |                 |
| 2003 | A House on a Hill                  | Arthur          |                 |
| 2004 | Deathdealer: A Documentary         | Vincent         |                 |
| 2005 | Feast                              | Coach           |                 |
| 2006 | The Alibi                          | Putty           |                 |
| 2007 | Wrong Turn 2: Dead End             | Dale            |                 |
| 2009 | The Devil's Tomb                   | Father Fulton   | Direct-to-Video |
| 2009 | H for Hunger                       | Self            | Documentary     |
| 2009 | William Shatner's Gonzo Ballet     | Self            | Documentary     |
| 2009 | Suck                               | Rockin' Roger   |                 |
| 2011 | Green Lantern: Emerald Knights     | Kilowog         | Voice           |
| 2012 | West of Memphis                    | Self            | Documentary     |
| 2013 | Downloaded                         | Self            | Documentary     |
| 2014 | Salad Days                         | Self            | Documentary     |
| 2015 | He Never Died                      | Jack            | [ 61 ]          |
| 2015 | Gutterdämmerung                    | Priest Svengali | [ 62 ]          |
| 2016 | The Last Heist                     | Bernard         | [ 63 ]          |
| 2019 | Dreamland                          | Hercules        |                 |
| 2021 | Music                              | Ebo's Neighbor  | [ 64 ]          |

#### Виступи на телебаченні
| Рік       | Назва                                   | Роль                         | Примітки                                |
| --------- | --------------------------------------- | ---------------------------- | --------------------------------------- |
| 1997      | Saturday Night Live                     | Musical Guest (Rollins Band) | 1 Episode                               |
| 1999–2001 | Batman Beyond                           | Stanley Labowski / Mad Stan  | Voice, 3 episodes                       |
| 2004      | Teen Titans                             | Johnny Rancid                | Voice, 2 episodes                       |
| 2006      | Shorty McShorts' Shorts                 | Skylar                       | Voice, 3 episodes                       |
| 2009      | American Dad!                           | Trucker                      | Voice, episode: "Chimdale"              |
| 2009      | Sons of Anarchy                         | A.J. Weston                  | 10 Episodes                             |
| 2010–2016 | Adventure Time                          | Bob Rainicorn, Cookie Man    | Voice, 3 episodes                       |
| 2010      | Batman: The Brave and the Bold          | Cliff Steele / Robotman      | Voice, episode: "The Last Patrol!"      |
| 2013      | Hawaii Five-0                           | Ray Beckett                  | episode: "Ho’opio!"                     |
| 2014      | The Legend of Korra                     | Zaheer                       | Voice, 13 episodes                      |
| 2014      | Uncle Grandpa                           | Skeletony                    | Voice, episode: "Hide and Seek"         |
| 2015      | Stitchers                               | Robert Barbiero              | Episode: "Full Stop"                    |
| 2016      | Sheriff Callie's Wild West              | Speedy Silverado             | Voice, episode: "Blazing Skaters"       |
| 2017      | Stretch Armstrong and the Flex Fighters | Mickey Simmons, Prison Guard | Voice, episode: "The Gangs of Old Town" |
| 2017      | Z Nation                                | Lt Mueller                   | 3 episodes                              |
| 2018      | Mr. Pickles                             | Govt. Agent Commander        | Voice, episode: "S.H.O.E.S."            |
| 2021      | Masters of the Universe: Revelation     | Tri-Klops                    | Voice                                   |
| 2023      | The Patrick Star Show                   | FitzPatrick                  | Voice, episode: "FitzPatrick"           |

## Книги, аудіо-книги, альбоми художнього читання
Під час роботи у Black Flag Генрі Роллінз почав писати.
Наприкінці 1984 року Роллінз надрукував 500 примірників своїх творів і виставив їх на продаж на концертах Black Flag. Усі примірники розійшлися за два тижні. Генрі надрукував ще 1000 примірників другої збірки творів, їх також швидко розкупили.
Ще під час участі у Black Flag, Роллінз заснував видавничу компанію 2.13.61, яка видавала як його власні книжки та альбоми жанру художнього читання, так і твори інших авторів: Ніка Кейва (англ. Nick Cave), Г’юберта Селбі-молодшого (англ. Hubert Selby, Jr.) та інших.
Генрі одночасно видавець, продюсер, промоутер, дистриб’ютор і роздрібний продавець власної творчості.
Виступи художнього читання Роллінза є логічним продовженням його творчості. Генрі проводить художні читання для фанів, де продає свої книжки та аудіо-книжки так, як інші виконавці роздають свої футболки. Такі художні читання містять елементи пантоміми, стендап-комедії, аматорського театру та приправлені ненормативною лексикою.
У 1994 році Роллінз випустив аудіо-книгу "Get in the Van: On the Road with Black Flag", яка отримала Греммі як найкращий аудіо-запис жанру художнього читання.
У 2004 році Генрі Роллінз озвучив аудіо-книгу Елмора Леонарда (англ. Elmore Leonard) "3:10 to Yuma". Для версії аудіо-книги романа 2006 року «Світова війна Z» Роллінз озвучив персонажа Т. Шона Коллінза (англ. T. Sean Collins), найманця, найнятого для охорони знаменитостей під час масової паніки, спричиненої навалою зомбі.

#### Книги
- Black Coffee Blues;
- Do I Come Here Often?;
- The First Five (a compilation of High Adventure in the Great Outdoors, Pissing in the Gene Pool, Bang!, Art to Choke Hearts, and One From None);
- See a Grown Man Cry;
- Now Watch Him Die;
- Smile;
- You're Traveling;
- Get in the Van;
- Eye Scream;
- Broken Summers;
- Roomanitarian;
- Solipsist.[68][69]

#### Аудіо-книги
- Get in the Van: On the Road with Black Flag (1994);
- Everything (1996);
- Black Coffee Blues (1997);
- Nights Behind the Tree Line (2004);
- World War Z (2007).

#### Аудіо-альбоми художнього читання
- Short Walk on a Long Pier (1985);
- Big Ugly Mouth (1987);
- Sweatbox (1989);
- Live at McCabe's (1990);
- Human Butt (1992);
- The Boxed Life (1993);
- Think Tank (1998);
- Eric the Pilot (1999);
- A Rollins in the Wry (2001);
- Live at the Westbeth Theater (2001);
- Talk Is Cheap: Volume 1 (2003);
- Talk Is Cheap: Volume 2 (2003);
- Talk Is Cheap: Volume 3 (2004);
- Talk Is Cheap: Volume 4 (2004);
- Provoked (2008);
- Spoken Word Guy (2010);
- Spoken Word Guy 2 (2010).

#### Відео-альбоми художнього читання
- Talking from the Box (1993);
- Henry Rollins Goes to London (1995);
- You Saw Me Up There (1998);
- Up for It (2001);
- Live at Luna Park (2004);
- Shock & Awe: The Tour (2005);
- Uncut from NYC (2006);
- Uncut from Israel (2006);
- San Francisco 1990 (2007);
- Live in the Conversation Pit (2008);
- Provoked: Live From Melbourne (2008);
- 50 (2012);
- Keep Talking, Pal (2018).

#### Нариси
- I Am an Audiophile, an editorial essay in Stereophile.[70]
- Iron and the Soul, an editorial essay in Details.[71]

#### Інтернет-журналістика
У вересні 2008 року Роллінз почав писати в блозі «Політика та влада» (англ. Politics & Power) в онлайн-версії журналу Vanity Fair.
З березня 2009 року його публікації з'являлися під власним підзаголовком Straight Talk Espresso.
У серпні 2010 року він почав вести музичну колонку для LA Weekly в Лос-Анджелесі.

## Громадська діяльність
Роллінз став відвертим борцем за права людини. Найбільше він виступав за права геїв. У старшій школі йому доводилось спостерігати, як однокласники-геї піддавались знущанням, аж до спроби самогубства. Роллінз назвав це головним каталізатором своєї «антигомофобії». У своїх розмовних турах Роллінз часто говорить про справедливість і пропагує рівність незалежно від сексуальної орієнтації. Він був ведучим благодійного концерту WedRock, який збирав гроші для організації, яка підтримує гей-шлюби.
Під час війни в Іраку Роллінз почав здійснювати тури разом з United Service Organizations, щоб розважати війська за кордоном, але при цьому він дотримувався антивоєнної позиції. Одного разу, перебуваючи на військові базі США в Киргизстані, Роллінз викликав переполох, коли сказав глядачам: «Ваш командир ніколи б вам не збрехав. Це робота віце-президента". Роллінз вірить у важливість виступів для військових, щоб військові отримували різноманітні точки контакту з зовнішнім світом, і заявляє, що без цього військові можуть просто втратити зв'язки з реальністю" Він здійснив вісім турів, включаючи візити на військові бази в Джибуті, Кувейті, Іраку, Киргизстані, Афганістані (двічі), Єгипті, Туреччині, Катарі, Гондурасі, Японії, Кореї та Об'єднаних Арабських Еміратах.
Він також брав активну участь у кампанії за звільнення «трійки Вест-Мемфіса», трьох молодих людей, яких, на думку їхніх прихильників, було неправомірно засуджено за вбивство, і які з тих пір були звільнені з в'язниці, але не виправдані.
Разом із фронтменом гурту Public Enemy Чаком Ді (англ. Chuck D) Роллінз виконує пісню «Rise Above» гурту Black Flag на бенефісному альбомі 2002 року, Rise Above: 24 Black Flag Songs to Benefit the West Memphis Three, де вперше з 1986 року Роллінз виконав матеріал Black Flag.
У 2008 році Роллінз приєднався до Ветеранів Америки в Іраку та Афганістані (IAVA), щоб запустити громадську рекламну кампанію CommunityofVeterans.org, яка допомагає ветеранам, які повертаються додому з війни, реінтегруватися у свої громади. У квітні 2009 року Роллінз допоміг IAVA запустити другий етап кампанії, яка залучає друзів і родини ветеранів Іраку та Афганістану на SupportYourVet.org.

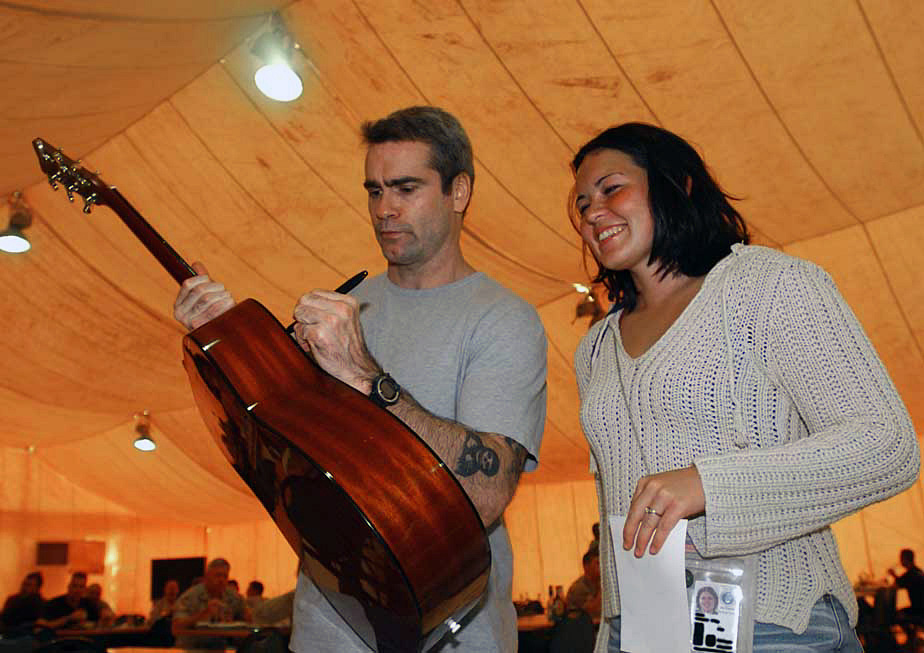
Роллінз підписує гітару під час туру United Service Organizations (USO) в Іраку в 2003 році

Роллінз є прихильником легалізації канабісу. Роллінз заявив, що він особисто не споживає марихуану, але розглядає цю проблему як важливу проблему громадянських прав. Роллінз поділився своїми поглядами на цю тему як основний доповідач на бізнес-конференції Oregon Marijuana Business Conference та International Cannabis Business Conference.
У серпні 2015 року Роллінз обговорював свою підтримку Берні Сандерса як кандидата на президентських праймеріз від Демократичної партії 2016 року.

## Особисте життя

### Погляди та стосунки
Роллінз сказав, що він не має релігійних або духовних переконань, хоча він також не вважає себе атеїстом.
Протягом свого життя він здебільшого уникав наркотиків, але кілька разів експериментував з алкоголем, канабісом і ЛСД у підлітковому віці та на початку 80-х років.
Роллінз бездітний за власним бажанням і каже, що у нього не було романтичних стосунків з 20 років.
Роллінз сказав: «Я не дуже зацікавлений у тому, щоб мати з кимось романтичні стосунки на регулярній основі.
Час від часу я думаю, що хочу цього, але це як триматися за пісок. Він завжди вислизає крізь пальці. любов мене не цікавить».  Роллінз, який все життя був холостяком, вважає себе самотньою людиною і тому особливо цінує дружбу з кількома старими друзями.
Один із його найкращих друзів ще з дитинства — це музикант Ян Маккей. 
Він також насолоджується дружбою з актором Вільямом Шатнером (англ. William Shatner), яка розвинулася після того, як Роллінз виступив на презентації альбому Шатнера Has Been.
В інтерв’ю Джейсону Танамору (англ. Jason Tanamor) із Zoiks! Online, на питання про давні чутки, що Роллінз був гомосексуалістом, Роллінз відповів: «Можливо, це видавання бажаного за дійсне. Якби я був геєм, повір мені, ти б знав».

### Вбивство Джо Коула
У грудні 1991 року Роллінз і його найкращий друг Джо Коул (англ. Joe Cole) стали жертвами збройного пограбування, біля їхнього спільного будинку у Веніс-Біч (Venice Beach), Каліфорнія. Коул був убитий пострілом у голову, а Роллінз утік без ушкоджень.
Вбивство залишається нерозкритим. У квітні 1992 року в інтерв’ю Los Angeles Times Роллінз розповів, що він зберігав пластиковий контейнер, повний землі, просоченої кров’ю Коула: «Я викопав всю землю, куди впала його голова — йому вистрелили в обличчя — і я зберігаю її, і тому Коул у домі. Я кажу йому доброго ранку щодня. Я також отримав його телефон, тож у мене є прямий зв’язок із ним. Так що все добре».
У 2001 році в інтерв'ю з Говардом Стерном (англ. Howard Stern) Роллінза запитали про чутки про те, що він зберігає мозок Коула у своєму будинку. Роллінз заявив, що у нього є лише земля з місця вбивства Коула. Під час інтерв’ю він також припустив, що причиною нападу на них, можливо, було те, що за кілька днів до інциденту продюсер Рік Рубін (англ.  Rick Rubin) попросив послухати щойно записаний альбом The End of Silence і коли приїхав, припаркував свій Rolls-Royce поруч з будинком і йшов з мобільним телефоном (це було у 1992 році). Зважаючи на погану славу цього району міста, це могло дати привід вважати, що в будинку були великі гроші. Він навіть написав у своєму щоденнику в ніч візиту Рубіна, що його дім «розіб’ють».
Роллінз включив історію Коула в свої розмовні виступи.

## Співпраця з іншими гуртами та виконавцями
| Композиція                                                                          | Виконавець                               | Альбом | Рік                                  |
| ----------------------------------------------------------------------------------- | ---------------------------------------- | --- | ------------------------------------ |
| Minor Threat's First Demo – provided additional Vocals (credited as Henry Garfield) | Minor Threat                             | First Demo Tape EP                                                                                             | 1981                                 |
| "We Are 138"                                                                        | Misfits                                  | Evilive | 1982                                 |
| "Kick Out the Jams"                                                                 | Bad Brains                               | Pump Up the Volume Soundtrack                                                                                  | 1990                                 |
| "Let There Be Rock"                                                                 | Hard-Ons                                 | Released as a single                                                                                           | 1991                                 |
| "Bottom"                                                                            | Tool                                     | Undertow | 1993                                 |
| "Wild America"                                                                      | Iggy Pop                                 | American Caesar                                                                                                | 1993                                 |
| "Sexual Military Dynamics"                                                          | Mike Watt                                | Ball-Hog or Tugboat?                                                                                           | 1995                                 |
| "Delicate Tendrils"                                                                 | Les Claypool and the Holy Mackerel       | Highball with the Devil                                                                                        | 1996                                 |
| "T-4 Strain"                                                                        | Goldie                                   | Spawn: The Album                                                                                               | 1997                                 |
| "War"                                                                               | Bone Thugs-n-Harmony, Tom Morello & Flea | Small Soldiers                                                                                                 | 1998                                 |
| "Laughing Man (In the Devil Mask)"                                                  | Tony Iommi                               | Iommi | 2000                                 |
| "I Can't Get Behind That"                                                           | William Shatner                          | Has Been | 2004                                 |
| All tracks                                                                          | The Flaming Lips                         | The Flaming Lips and Stardeath and White Dwarfs with Henry Rollins and Peaches Doing the Dark Side of the Moon | 2009                                 |
| "Grey 11"                                                                           | The Mark of Cain                         | Songs of the Third and Fifth                                                                                   | 2012                                 |
| "Come On Waleed"                                                                    | Damian Cowell's Disco Machine            | Get Yer Dag On                                                                                                 | 2017                                 |
| "Jingle Bells"                                                                      | William Shatner                          | Shatner Claus                                                                                                  | 2018                                 |
| "Jingle Bells (Punk Rock Version)"                                                  | William Shatner                          | Shatner Claus                                                                                                  | 2018                                 |
| "All tracks"                                                                        | Charles Manson                           | Completion | Additional production- Henry Rollins |